# Couve-lombarda

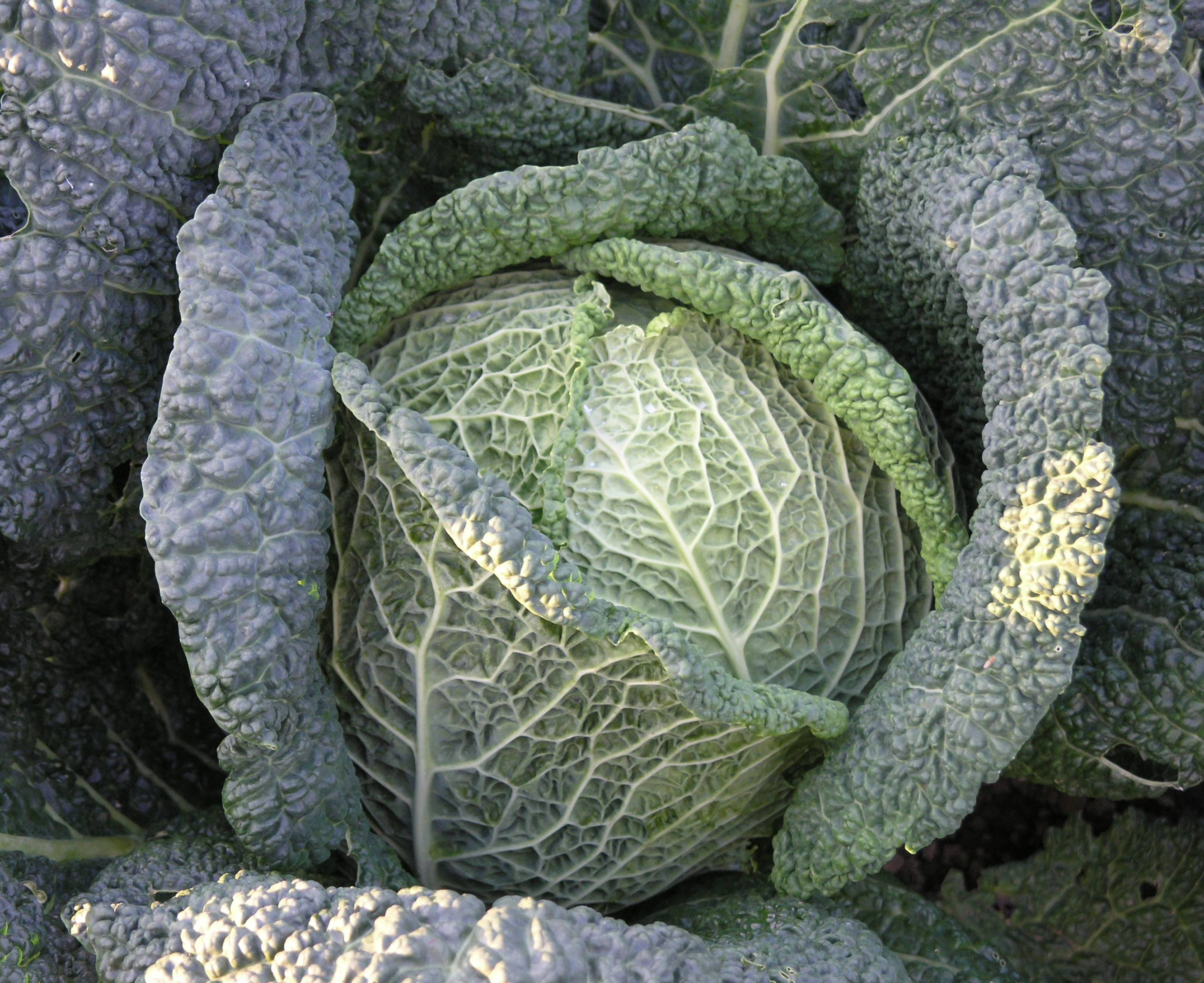
Couve-lombarda

A couve-lombarda é uma hortaliça utilizada para confeccionar sopas, ensopados e diversos outros pratos. Apresenta folhas de tom verde bem claro, muito enrugadas e sobrepostas em formato de cabeça. É também conhecida como couve-de-milão ou couve-de-saboia.
Como qualquer outra hortaliça, pode ser atacada por várias espécies de insetos, entre eles o percevejo-verde-pequeno e a hérnia-das-crucíferas.